# Junkers Jumo 213
El Jumo 213 fue un motor aeronáutico V12 refrigerado por líquido de la época Segunda Guerra Mundial fabricado por la compañía alemana Junkers. Su diseño se basó en el Jumo 211, con dos características añadidas: un sistema de refrigeración presurizado que requería mucho menos líquido refrigerante y hacía que el motor fuera más pequeño y ligero, y una serie de mejoras que permitían que funcionara a mayores revoluciones por minuto. A pesar de estos cambios puedan parecer menores, incrementaron su potencia en más de 500 CV e hicieron del Jumo 213 uno de los motores más cotizados de la fase final de la guerra.

## Variantes

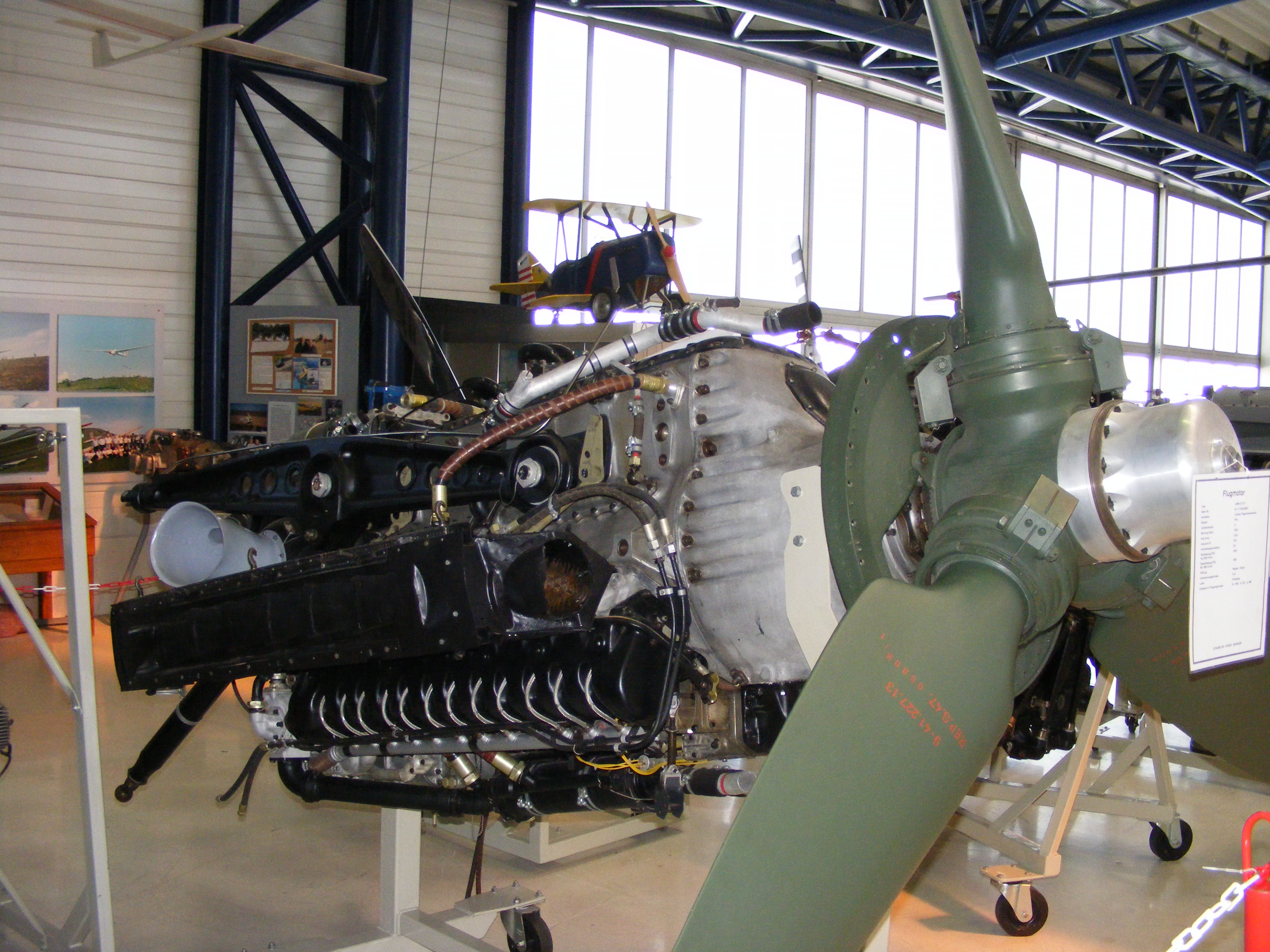
Jumo 213 E1 con hélice.

- 213A: Primera versión, con una potencia de despegue de 1750 CV (2.100 CV con inyección de MW-50), fue la versión más producida.
- 213B: Proyecto, un 213A que utilizaba combustible C3 (100 octanos) y lograba una potencia de despegue de hasta los 2.000 CV.
- 213C: 213A optimizado, con el equipo secundario reorganizado para permitir el montaje de un cañón que disparara a través del eje de la hélice (Motorkanone), producido en número limitado.
- 213D: 213C con un nuevo sobrealimentador de tres velocidades, no entró en producción.
- 213E: Versión de gran altitud del 213A, equipado con un sobrealimentador de tres velocidades y dos etapas con intercooler que ofrecía una potencia de despegue de 1750 CV (2.050 CV con inyección de MW-50).
- 213F: Similar al 213E, pero sin intercooler.

## Aplicaciones
- Heinkel He 111
- Junkers Ju 88
- Junkers Ju 188
- Junkers Ju 388
- Focke-Wulf Fw 190D
- Focke-Wulf Ta 152
- Focke-Wulf Ta 154
- Messerschmitt Me 209-II
- Nord Noroit

### Desarrollos relacionados
- Junkers Jumo 211

### Motores similares
- Allison V-1710
- Rolls-Royce Griffon
- Daimler-Benz DB 601
- Daimler-Benz DB 603
- Daimler-Benz DB 605
- Klimov VK-107
- Mikulin AM-35